# Santa Cecilia (titolo cardinalizio)
Santa Cecilia (in latino: Titulus Sanctæ Cæciliæ) è un titolo cardinalizio istituito, probabilmente, subito dopo la morte della martire durante le persecuzioni di Diocleziano, ma sicuramente prima dell'anno 313, durante l'impero di Costantino. Non è noto il papa che lo istituì, ma esso è presente nell'elenco del sinodo romano del 1º marzo 499. Secondo il catalogo di Pietro Mallio, stilato sotto il pontificato di papa Alessandro III, il titolo era collegato alla basilica di San Pietro ed i suoi preti vi celebravano messa a turno. Il titolo insiste sulla basilica di Santa Cecilia in Trastevere. 
Dal 22 febbraio 2014 il titolare è il cardinale Gualtiero Bassetti, arcivescovo emerito di Perugia-Città della Pieve. 

## Titolari
Si omettono i periodi di titolo vacante non superiori ai 2 anni o non storicamente accertati.
- Giacomo Aventino (?) (319 ? - ?)
- Romano Dinamio (?) (335 ? - ?)
- Ammonio Seleusio (?) (377 ? - ?)
- Valentino Salaminio (?) (414 ? - ?)
- Frodiano Narciso (o Herodiano) (436 ? - ?)
- Tusco Domno (463 ? - ?)
- Martiniano (o Marciano?) (494 - ?)
- Marciano (?) (499 - prima del 514)
- Sabino Ponzio (514 - ?)
- Bonifacio (circa 530)
- Gotus Bonifacio (590 ? - ?)
- Vittore (590 - prima del 604)
- Rufo Adeodato (604 - ?)
- Giovanni (714 - prima del 731?)
- Sisinnio (731 - 761)
- Maginensio Ascanio (?) (741 - 768?)
- Stefano (761 - 1º agosto 768 eletto papa con il nome di Stefano III)
- Giusto (827 - prima dell'853)
- Leone (853 - prima dell'867)
- Leone (867 - prima dell'872)
- Giovanni (872 - ?)
- Stefano (964 - prima del 967)
- Gianvier (o Giovanni, o Gennaro) (965 - prima del 1012)
- Stefano (prima del 1012 - prima del 1033)
- Stefano (1033 - 1043)
- Giovanni (1044 - prima del 1058)
- Dauferio (o Desiderio), O.S.B. (6 marzo 1059 - 24 maggio 1086 eletto papa con il nome di Vittore III)
- Giovanni (?) (1099 - ?)
- Pietro (circa 1099 - circa 1107)
- Giovanni (circa 1107 - circa 1120)
- Giovanni Roberto Capizzuchi (1125 - 1127 deceduto)
- Joselmo (o Goselino, o Joselino, o Anselmo) (dicembre 1128 - 1138 ? deceduto)
- Goizzone (o Goizo) (1138 - circa 1146)
- Ottaviano de' Monticelli (2 marzo 1151 - 7 luglio 1159 eletto antipapa)
- Pietro (1159 - ?)
- Manfred (o Mainfroy), O.S.B. Cas. (settembre 1173 - dicembre 1176 nominato cardinale vescovo di Palestrina)
- Tiberio Savelli (dicembre 1176 - 1178 deceduto)
- Pietro da Licate (marzo 1178 - 1178 deceduto)
- Cinzio Papareschi (o dei Guidoni Papareschi) (settembre 1178 - 1182 ? deceduto)
- Pietro Diana (o Giana, o Piacentino, o da Piacenza) (marzo 1188 - 1208 deceduto)
- Pelagio Galvani (o Galvão), O.S.B. (1210 - 1212 nominato cardinale vescovo di Albano)
- Simon de Sully (o Simeon o de Solliaco) (settembre 1231 - 9 agosto 1232 deceduto)
- Simon de Brion (o Simeon, o de Brie, o de Mainpincien) (17 dicembre 1261 - 22 febbraio 1281 deceduto)
- Jean Cholet (12 aprile 1281 - 2 agosto 1293 deceduto)
- Tommaso di Ocre, O.S.B Coel. (18 settembre 1294 - 29 maggio 1300 deceduto)
  - Titolo vacante (1300 - 1312)
- Guillaume Pierre Godin, O.P. (23 dicembre 1312 - 12 settembre 1317); in commendam (12 settembre 1317 - 4 giugno 1336 deceduto)
  - Titolo vacante (1336 - 1342)
- Guy de Boulogne (o de Montfort) (20 settembre 1342 - 1350); in commendam (1350 - 25 novembre 1373 deceduto)
- Bertrand Lagier, O.Min. (1375 - aprile 1378); in commendam (aprile 1378 - 8 novembre 1392 deceduto)
- Bonaventura Badoer Peraga ( o Baduario da Peraga), O.E.S.A. (18 settembre 1378 - 10 luglio 1389 deceduto)
- Adam Easton, O.S.B. (18 dicembre 1389 - 15 agosto 1398 deceduto)
  - Guillaume de Vergy (10 aprile 1393 - 1407 deceduto), pseudocardinale dell'antipapa Clemente VII
- Antonio Gaetani (27 febbraio 1402 - 12 giugno 1405 nominato cardinale vescovo di Palestrina)
  - Antonio di Challant (9 marzo 1412 - 4 settembre 1418 deceduto), pseudocardinale
  - Pedro Fernández de Frías, in commendam (26 giugno 1419 - 19 settembre 1420 deceduto), pseudocardinale
  - Louis Aleman (o Allemand, o Alamanus, o Alemanus, o Almannus, o Alamandus), C.R.S.J. (27 maggio 1426 - 11 aprile 1440), pseudocardinale
  - Louis de La Palud, O.S.B. Clun. (12 aprile 1440 - 19 dicembre 1449 nominato cardinale presbitero di Sant'Anastasia), pseudocardinale nominato dall'antipapa Felice V
- Louis Aleman (19 dicembre 1449 - 16 ottobre 1450 deceduto) (legittimo)
  - Titolo vacante (1450 - 1457)
- Rinaldo Piscicello (21 marzo 1457 - 4 luglio 1457 deceduto)
  - Titolo vacante (1457 - 1460)
- Niccolò Fortiguerra (o Forteguerri) (19 marzo 1460 - 21 dicembre 1473 deceduto)
- Giovanni Battista Cibo (o Cybo) (aprile 1474 - 29 agosto 1484 eletto papa con il nome di Innocenzo VIII)
- Giovanni Giacomo Schiaffinato (17 novembre 1484 - 9 dicembre 1497 deceduto)
- Lorenzo Cybo de Mari (9 dicembre 1497 - settembre 1500 dimesso) (in commendam)
- Francisco de Borja (5 ottobre 1500 - 11 agosto 1506 nominato cardinale presbitero dei Santi Nereo e Achilleo)
- Francesco Alidosi (11 agosto 1506 - 24 maggio 1511 deceduto)
- Carlo Domenico del Carretto (30 maggio 1513 - 15 agosto 1514 deceduto)
- Thomas Wolsey (10 settembre 1515 - 29 novembre 1530 deceduto)
- Gabriel de Grammont (9 gennaio 1531 - 26 marzo 1534 deceduto)
- Francesco Corner (27 aprile 1534 - 5 settembre 1534 nominato cardinale presbitero di San Ciriaco alle Terme Diocleziane)
- Jean du Bellay (31 maggio 1535 - 26 ottobre 1547 nominato cardinale presbitero di San Pietro in Vincoli)
- Carlo di Lorena-Guisa (4 novembre 1547 - 11 dicembre 1555 nominato cardinale presbitero di Sant'Apollinare)
- Robert de Lénoncourt (11 dicembre 1555 - 13 marzo 1560 nominato cardinale vescovo di Sabina)
- Alfonso Gesualdo di Conza (o Gonza); diaconia pro illa vice (10 marzo 1561 - 22 ottobre 1563); (22 ottobre 1563 - 17 ottobre 1572 nominato cardinale presbitero di Santa Prisca)
  - Titolo vacante (1572 - 1585)
- Niccolò Sfondrati (14 gennaio 1585 - 5 dicembre 1590 eletto papa con il nome di Gregorio XIV)
- Paolo Camillo Sfondrati (14 gennaio 1591 - 17 agosto 1611); in commendam (17 agosto 1611 - 14 febbraio 1618 deceduto)
- Giambattista Leni (5 marzo 1618 - 3 novembre 1627 deceduto)
- Federico Corner (15 novembre 1627 - 26 aprile 1629 nominato cardinale presbitero di San Marco)
- Giovanni Domenico Spinola (30 aprile 1629 - 11 agosto 1646 deceduto)
- Michele Mazzarino, O.P. (16 dicembre 1647 - 31 agosto 1648 deceduto)
- Gaspare Mattei (28 settembre 1648 - 9 aprile 1650 deceduto)
- Francesco Angelo Rapaccioli (21 novembre 1650 - 15 maggio 1657 deceduto)
- Ottavio Acquaviva d'Aragona, Jr. (18 marzo 1658 - 26 giugno 1674 deceduto)
- Philip Thomas Howard of Norfolk, O.P. (23 marzo 1676 - 25 settembre 1679 nominato cardinale presbitero di Santa Maria sopra Minerva)
- Giambattista Spinola (22 settembre 1681 - 20 febbraio 1696 nominato cardinale presbitero di Sant'Agnese fuori le mura)
- Celestino Sfondato, O.S.B. (20 febbraio 1696 - 4 settembre 1696 deceduto)
  - Titolo vacante (1696 - 1699)
- Jacopo Antonio Morigia, B. (11 aprile 1699 - 8 ottobre 1708 deceduto)
- Francesco Acquaviva d'Aragona (28 gennaio 1709 - 12 giugno 1724); in commendam (12 giugno 1724 - 9 gennaio 1725 deceduto)
- Filippo Antonio Gualterio (29 gennaio 1725 - 31 luglio 1726 nominato cardinale presbitero di Santa Prassede)
- Cornelio Bentivoglio (25 giugno 1727 - 30 dicembre 1732 deceduto)
- Troiano Acquaviva d'Aragona (19 gennaio 1733 - 20 marzo 1747 deceduto)
- Joaquín Fernández Portocarrero (10 aprile 1747 - 9 aprile 1753 nominato cardinale presbitero di Santa Maria in Trastevere)
  - Titolo vacante (1753 - 1757)
- Giorgio Doria (3 gennaio 1757 - 31 gennaio 1759 deceduto)
- Cosimo Imperiali (12 febbraio 1759 - 13 ottobre 1764 deceduto)
- Giuseppe Maria Feroni (17 dicembre 1764 - 15 novembre 1767 deceduto)
- Ferdinando Maria de Rossi (14 dicembre 1767 - 4 febbraio 1775 deceduto)
- Girolamo Spinola (13 marzo 1775 - 3 aprile 1775); in commendam (3 aprile 1775 - 22 luglio 1784 deceduto)
- Hyacinthe Sigismond Gerdil, B. (20 settembre 1784 - 2 agosto 1802 deceduto)
- Giuseppe Maria Doria Pamphilj (20 settembre 1802 - 26 settembre 1803); in commendam (26 settembre 1803 - 10 febbraio 1816 deceduto)
- Giorgio Doria Pamphilj Landi (16 marzo 1818 - 16 novembre 1837 deceduto)
- Giacomo Luigi Brignole (13 settembre 1838 - 11 giugno 1847); in commendam (11 giugno 1847 - 23 giugno 1853 deceduto)
- Giovanni Brunelli (22 dicembre 1853 - 21 febbraio 1861 deceduto)
- Karl August von Reisach (27 settembre 1861 - 22 giugno 1868 nominato cardinale vescovo di Sabina)
- Innocenzo Ferrieri (24 settembre 1868 - 13 gennaio 1887 deceduto)
- Mariano Rampolla del Tindaro (26 maggio 1887 - 16 dicembre 1913 deceduto)
- Domenico Serafini, O.S.B. Subl. (28 maggio 1914 - 5 marzo 1918 deceduto)
- Augusto Silj (18 dicembre 1919 - 27 febbraio 1926 deceduto)
- Bonaventura Cerretti (24 giugno 1926 - 8 maggio 1933 nominato cardinale vescovo di Velletri)
  - Titolo vacante (1933 - 1936)
- Francesco Marmaggi (4 gennaio 1936 - 3 novembre 1949 deceduto)
- Gaetano Cicognani (29 ottobre 1953 - 14 dicembre 1959 nominato cardinale vescovo di Frascati)
- Albert Gregory Meyer (17 dicembre 1959 - 7 aprile 1965 deceduto)
- John Patrick Cody (29 giugno 1967 - 25 aprile 1982 deceduto)
- Carlo Maria Martini, S.I. (2 febbraio 1983 - 31 agosto 2012 deceduto)
- Gualtiero Bassetti, dal 22 febbraio 2014